# Graptocorixa uhleroidea
Graptocorixa uhleroidea är en insektsart som beskrevs av Hungerford 1938. Graptocorixa uhleroidea ingår i släktet Graptocorixa och familjen buksimmare. Inga underarter finns listade i Catalogue of Life.